# Velký Újezd (zámek)
Velký Újezd je zámek ve stejnojmenné vesnici u Býčkovic v okrese Litoměřice. Založen byl na konci šestnáctého století Jaroslavem Kostomlatským z Vřesovic, ale dochovaná podoba je výsledkem barokní přestavby po požáru v roce 1657 a mladších empírových úprav. Zámek je chráněn jako kulturní památka.

## Historie
Když bylo roku 1575 ploskovické panství rozděleno na dvanáct dílů, připadl Velký Újezd s několika dalšími vesnicemi Jaroslavu Kostomlatskému z Vřesovic, který zde založil renesanční tvrz. Po něm ji roku 1612 zdědil syn Adam Jiří Kostomlatský z Vřesovic, který nejprve musel vyplatit podíl mladšího bratra Radslava. Za účast na stavovském povstání bylo roku 1623 jeho panství, ke kterému patřilo šest vesnic, poplužní dvůr, pivovar a mlýn, převedeno na manství. Jako evangelík odešel Adam Jiří roku 1628 ze země a statek přenechal Radslavovi.
O převzetí panství v té době usiloval litoměřický dominikánský klášter, kterému roku 1630 povolil císař Ferdinand II. zřídit noviciát, a příjmy z Velkého Újezdu měly být použity k jeho financování. Proti tomu se postavil Radslav, který argumentoval návratem Adama Jiřího z vyhnanství a jeho přestupem ke katolictví. Při saském vpádu v roce 1631 se Adam Jiří připojil k útočníkům, ale ještě téhož roku zemřel. Panství potom získal Jan Habart z Vřesovic, který také přišel se saským vojskem a již dříve se zmocnil Ploskovic, ale po vytlačení Sasů musel odejít do exilu.
V roce 1632 újezdské manství připadlo klášteru, který je roku 1657 získal do vlastnictví. Ve stejném roce však vesnice i se starou tvrzí vyhořela, a dominikáni ji proto nechali přestavět na barokní zámek. Hlavní fáze přestavby skončila roku 1658, ale drobné úpravy pokračovaly až do konce sedmnáctého století. Zámek řádu patřil až do roku 1945, po kterém ho převzal státní statek a zřídil v něm kanceláře a byty. Po sametové revoluci byl zámek vrácen České dominikánské provincii.

## Stavební podoba

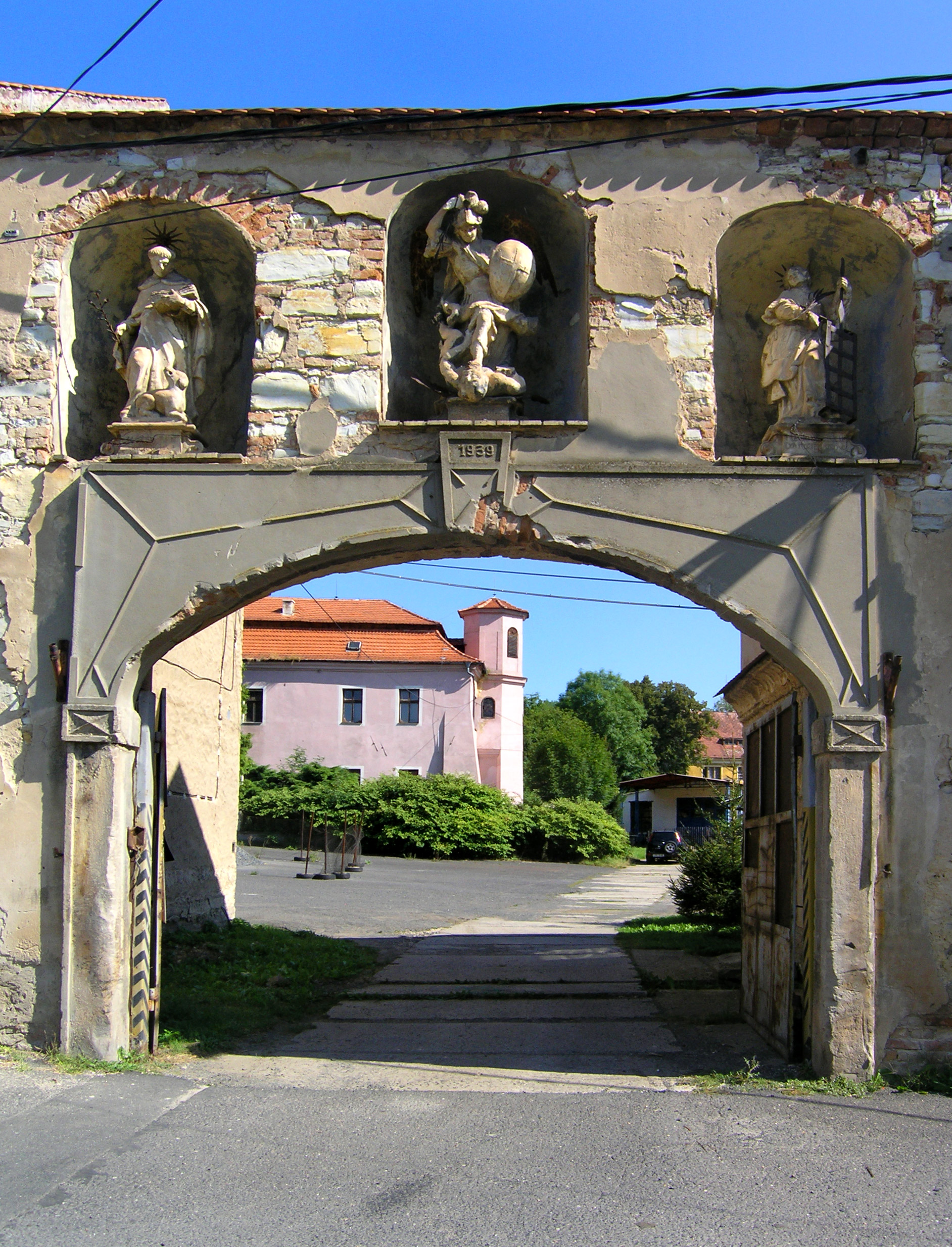
Brána se sochami světců

Zámek postavený v hospodářském dvoře tvoří podélná jednopatrová budova, k jejíž východní straně je přistavěn oktagonální rizalit s letopočtem 1658 v prvním patře. Hladké omítky a mansardovou střechu zámek získal během empírových úprav, kdy byl také k jihozápadnímu nároží přistavěn altánek. V některých místnostech se zachovaly valené klenby s lunetami. V rizalitu bývala kaple s rokokovým oltářem a nástěnnou malbou, které byla neodborně opravena roku 1893. Zbývající hospodářské budovy mají volutové štíty a do dvora se vjíždí bránou se sochami svatého Vavřince, svatého Michala a pravděpodobně svatého Ivana ve výklencích.